# Бегларян, Гагик Арташесович
Гагик Арташесович Бегларян (арм. Գագիկ Բեգլարյան) (род. 22 декабря 1946, Ереван) ― советский и армянский врач, акушер-гинеколог, доктор медицинских наук (1997), профессор (1997), Академик Академии медицинских наук Республики Армения (1999), Заслуженный деятель науки Республики Армения (2014).
Сын Арташеса Бегларяна, заслуженного деятеля науки Армянской ССР.

## Биография
Родился 22 декабря 1946 года в Ереване, Армянская ССР, СССР.
В 1970 году окончил лечебный факультет Ереванского государственного медицинского института. 
С 1973 по 1993 год работал в НИИ акушерства и гинекологии. В 1993-1995 годах был главным врачом родильного дома Ереванской клиники № 2, в 1993-1996 годах был главным акушером-гинекологом Еревана, в 1995 году работал директором Университетского центра планирования семьи и сексуального здоровья. 
В 1997 году избран проректором Ереванского государственного медицинского университета. в 1997 году назначен заместителем министра здравоохранения Армении.
С 2000 года работал заведующим кафедрой акушерства и гинекологии ЕГМУ. 
В 1999 году избран членом Армянского отделения Российской академии наук, в 2001 году стал членом Международной академии экологии и биобезопасности, почетный член Ассоциации гинекологов и эндокринологов Республики Армения с 2001 года.

## Научная деятельность
Работы Гагика Арташесовича Бегларяна касаются вопросов сексуальных расстройств у женщин, диагностики и лечения слизистой шейки матки, предраковых заболеваний шейки матки.

## Награды и звания
- Отличник здравоохранения СССР, 1976 год
- Грамота Совета молодых ученых Армянской ССР, 1979 год
- Диплом I Конференции Совета молодых ученых Закавказских республик, 1982 год
- Грамота Научно-медицинского совета Министерства здравоохранения РА, 1991 год
- Золотой орден Мхитара Гераци, 2000 год
- Золотой орден имени Ломоносова, 2002 год
- Грамота Национального Собрания Республики Армения, 2005 год
- Орден Петра Великого, 2005 год
- Серебряный орден имени Вирхова, 2007 год
- Золотой Крест науки и практики, 2007 год
- Звезда Софи Тахалова, 2007 год
- Орден I степени Государственного медицинского университета имени Мхитара Гераци и Золотая медаль, 2010 год
- Заслуженный деятель науки Республики Армения (2014)[3]